# Porsche Super F 308
Der Porsche Super F 308 ist ein Traktor der Porsche-Diesel Motorenbau GmbH, die ihren Sitz in Friedrichshafen am Bodensee hatte und von 1957 bis 1960 das Traktorenmodell produzierte. Mit der Baureihe Super 308 erfolgte die Ablösung des Porsche 133.
Der Porsche Super F 308 besaß einen luftgekühlten Dreizylinder-Motor, der über circa 2,5 Liter Hubraum verfügte. Dieser zeichnete sich durch eine Strömungskupplung aus. Durch die optionale Erweiterung eines Hydrostops, wurde das Anfahren, Lenken und Anhalten möglich, ohne dass der Fahrer auf den Fahrersitz aufsteigen musste. Die mittlere Kolbengeschwindigkeit des Porsche Super F 308 lag bei 7,7 Meter pro Sekunde. Beim maximalen Drehmoment wird ein Wert von 136 Nm bei 1650 Umdrehungen pro Minute erreicht. Darüber hinaus war der Schlepper mit zwei Bosch-Einspritzpumpen ausgestattet. Zu den Besonderheiten des Porsche-Traktors gehörte auch der Radstand, der in zwei Ausführungen zur Verfügung stand. Auf Wunsch war zudem der Einbau eines Kriechgangs möglich.
Die weiteren Merkmale des Porsche Super F 308 umfassen die Drehzahl der Ölpumpe, die bei 1000 Umdrehungen pro Minute liegen. Die durchschnittliche Fördermenge liegt bei circa 17 Liter. Zur Sonderausstattung des Modells gehörte ein Betriebsstundenzähler, ein Verdeck sowie ein zweiter Kotflügelsitz. Integriert sind ferner die Mähwerke sowie eine Seilwinde.